# Hexacarbonilo de wolframio
El hexacarbonilo de wolframio es un compuesto químico inorgánico de fórmula W(CO)6. Este complejo dio lugar al primer ejemplo de un complejo de dihidrógeno.
Este compuesto es un sólido incoloro, al igual que su análogos de cromo o molibdeno, es volátil, estable en el aire, derivado del wolframio en su estado de oxidación cero.
Se encuentra trazas de hexacarbonilo de wolframio en las emanaciones gaseosas de los lodos de depuradora.

## Síntesis
El W(CO)6 se prepara mediante la reducción del hexacloruro de wolframio con monóxido de carbono bajo presión.  
{\displaystyle \mathrm {WCl_{6}\ +\ 6\ CO\ +\ 2\ Al(C_{2}H_{5})_{3}\ {\xrightarrow {\ }}W(CO)_{6}\ +\ 2\ AlCl_{3}\ +\ 3\ C_{4}H_{10}} }
También se puede reducir directamente el wolframio metálico con monóxido de carbono a una presión de 200 atm y calor:
{\displaystyle {\mathsf {W+6CO\ {\xrightarrow {200-300^{o}C,p,Fe}}\ W(CO)_{6}}}}
La reducción de cloruro de wolframio (III) y aluminio en una atmósfera de monóxido de carbono :
{\displaystyle {\mathsf {WCl_{3}+6CO+Al\ {\xrightarrow {200^{o}C,p}}\ W(CO)_{6}\downarrow +AlCl_{3}}}}
Sería raro para preparar este compuesto de bajo costo en el laboratorio debido a que el aparato es caro y el compuesto se puede comprar barato.

## Propiedades y estructura
El compuesto es relativamente estable al aire. Es poco soluble en disolventes orgánicos no polares.
El W(CO)6 adopta una geometría octaédrica (Oh). Consta de seis grupos −C≡O en forma de varilla que irradian desde el átomo central de wolframio con momento dipolar 0 D. La distancia del enlace WC es 207 pm. Cumple la regla de los 18 electrones.

## Reactividad
Todas las reacciones de W(CO)6 comenzará con el desplazamiento de algunos ligandos −C≡O. El W(CO)6 se comporta de manera similar a la Mo(CO)6, pero tiende a formar compuestos que son cinéticamente más estables.
Un derivado es un complejo de dihidrógeno  W(CO)3[P(C6H11)3]2(H2)) descubierto en 1982 por Kubas.
Tres de estos  −C≡O se puede desplazar por acetonitrilo.
Se descompone cuando se calienta:
{\displaystyle {\mathsf {W(CO)_{6}\ {\xrightarrow {375^{o}C}}\ W+6CO}}}
{\displaystyle {\mathsf {W(CO)_{6}\ {\xrightarrow {1030^{o}C}}\ WC+4CO+CO_{2}}}}
Se oxida con ácido nítrico concentrado:
{\displaystyle {\mathsf {W(CO)_{6}+18HNO_{3}\ {\xrightarrow {}}\ WO_{3}+18NO_{2}\uparrow +6CO_{2}\uparrow +9H_{2}O}}}
Oxidado por el oxígeno del aire con vapores de etanol en ebullición:
{\displaystyle {\mathsf {W(CO)_{6}+3O_{2}\ {\xrightarrow {80^{o}C}}\ W\downarrow +6CO_{2}\uparrow }}}
Reacciona con álcalis, en presencia de oxígeno:
{\displaystyle {\mathsf {2W(CO)_{6}+24NaOH+9O_{2}\ {\xrightarrow {400-500^{o}C}}\ 2Na_{2}WO_{4}+12Na_{2}CO_{3}+14H_{2}O}}}

## Usos
El hexacarbonilo de wolframio se emplea para la desulfuración de compuestos orgánicos de azufre y como precursores de catalizadores para la metátesis de alquenos.
El hexacarbonilo de wolframio  se emplea como precursor en la técnica de deposición inducida por haz de electrones. Debido a que se evapora fácilmente, y se descompone fácilmente por el haz de electrones. Proporciona una fuente conveniente de átomos de wolframio.

## Seguridad y manipulación
Como todos los carbonilos metálicos, W(CO)6 es una peligrosa fuente de metal volátil, así como de CO